# حوریدرق (هوراند)
حوریدرق یکی از روستاهای استان آذربایجان شرقی است که در دهستان دیکله بخش مرکزی شهرستان هوراند  واقع شده‌است. این روستا ۴۸۷ نفر جمعیت دارد.